# 1929
1929 (MCMXXIX) a fost un an obișnuit al calendarului gregorian, care a început într-o zi de marți. 

## Evenimente

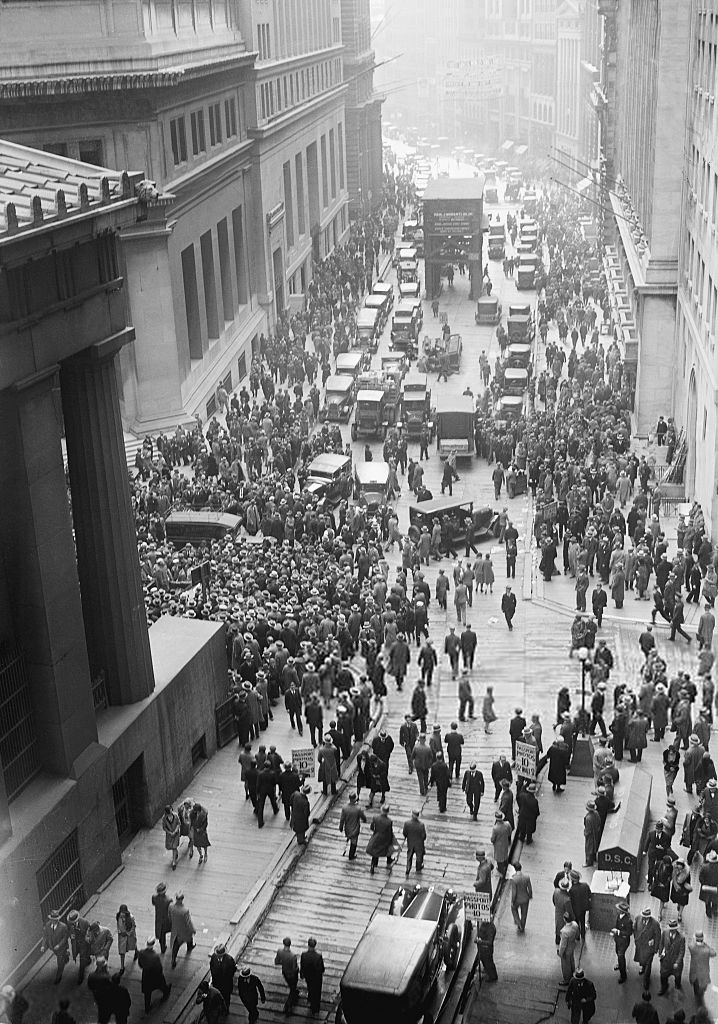
24 octombrie: Prăbușirea bursei din New York. Această zi a rămas în istoria Bursei cu numele de "Joia Neagră".

### Ianuarie
- 2 ianuarie: SUA și Canada au adoptat un plan de protejare a cascadei Niagara.
- 12 ianuarie: La Radio România este lansată prima emisiune "Ora copiilor".
- 18 ianuarie: Lev Troțki a fost expulzat din URSS.

### Februarie
- 7 februarie: România: Se adoptă legea pentru stabilizarea monetară prin devalorizarea leului.
- 11 februarie: Se înregistrează cea mai scăzută temperatură din România: -38,5°C la Bod în Depresiunea Brașovului.
- 11 februarie: Tratatul de la Lateran. Pact de recunoaștere reciprocă între Italia și Vatican, semnat la palatul Lateran din Roma. Vaticanul devine stat suveran.
- 14 februarie: Înființarea Camerelor de comerț și de industrie din România.
- 18 februarie: La Hollywood, California au fost decernate primele trofee ale Academiei Americane de Film.

### Martie
- 30 martie: Este dată în funcțiune linia telefonică directă București – Budapesta.

### Iulie
- 24 iulie: Prim-ministrul francez, Raymond Poincaré, demisionează și este succedat de Aristide Briand; guvernul Briand va rezista doar câteva luni.

### August
- 3 august: În România, s-a creat "Regia autonomă a poștelor, telegrafelor și telefoanelor" (PTT), care a luat în exploatare și administrare serviciile publice de poștă, telegraf și telefon.
- 5-6 august: Greva minerilor de la Lupeni.

### Octombrie
- 4 octombrie: Sub directoratul lui Liviu Rebreanu se inaugurează Studioul Teatrului Național din București, cu "Mușcata din fereastră", piesa lui Victor Ion Popa.
- 24 octombrie: Bursa din New York se prăbușește. Această zi a rămas în istoria Bursei cu numele de "Joia Neagră". Eveniment economic în Statele Unite ale Americii ce a dus la Marea Depresiune care a durat zece ani.

### Noiembrie
- 7 noiembrie: La New York, se deschide Muzeul de Artă modernă.
- 29 noiembrie: Comandantul american, Richard E. Byrd, a survolat, în premieră mondială, Polul Sud.
- 30 noiembrie: Manifestul către țară al Partidului Național-Țărănesc, în care se regăsesc problemele fundamentale ale vieții economice și social politice și căile de soluționare a acestora.

### Nedatate
- Crearea Bibliotecii Lenin la Moscova.
- În Iugoslavia, Regele Alexandru I introduce dictatura militară.

## Arte, științe, literatură și filozofie
- Astronomul american Edwin Hubble demonstrează că există și alte galaxii în afară de a noastră, iar ele se îndepărtează de noi cu o viteză care depinde de distanța la care se află – o relație cunoscută sub numele de legea lui Hubble. Aceasta este prima dovadă că Universul se afla în expansiune.
- Candide de Voltaire a fost declarată obscenă în SUA.
- Ernest Hemingway publică Adio arme.

## Nașteri

### Ianuarie

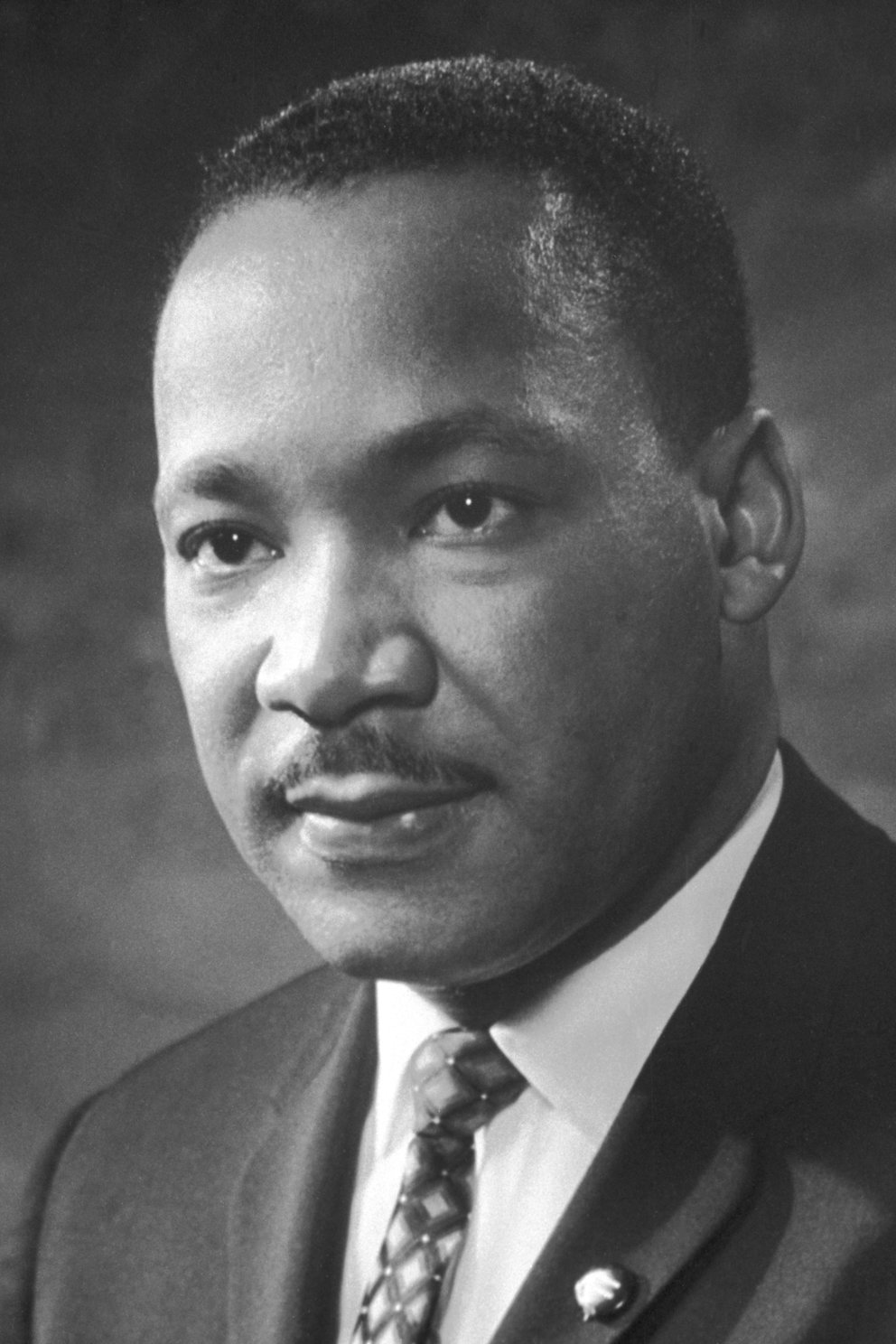
Martin Luther King, militant pentru drepturile persoanelor de culoare din Statele Unite, laureat al Premiului Nobel
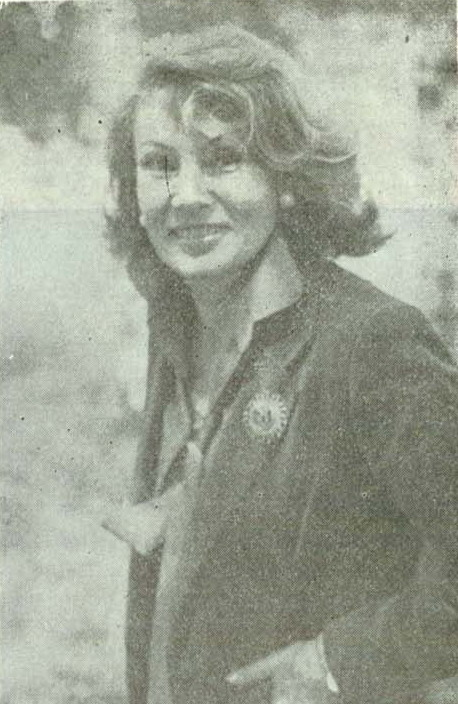
Marga Barbu, actriță română de teatru și film
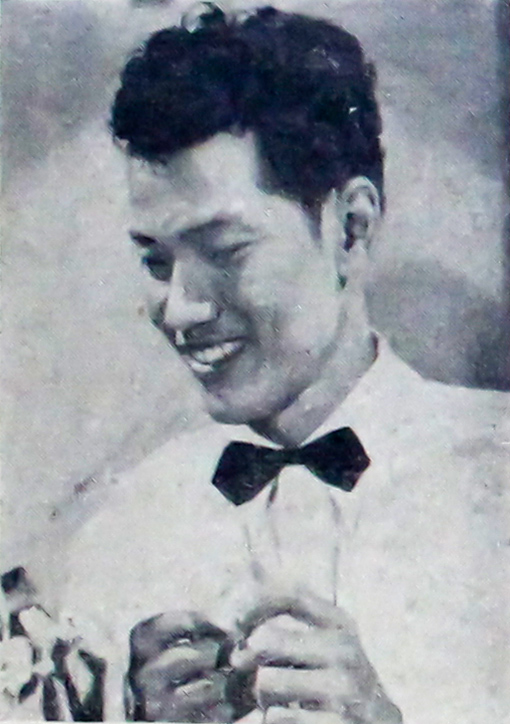
P. Ramlee, un celebru actor, cântăreț și regizor malaezian
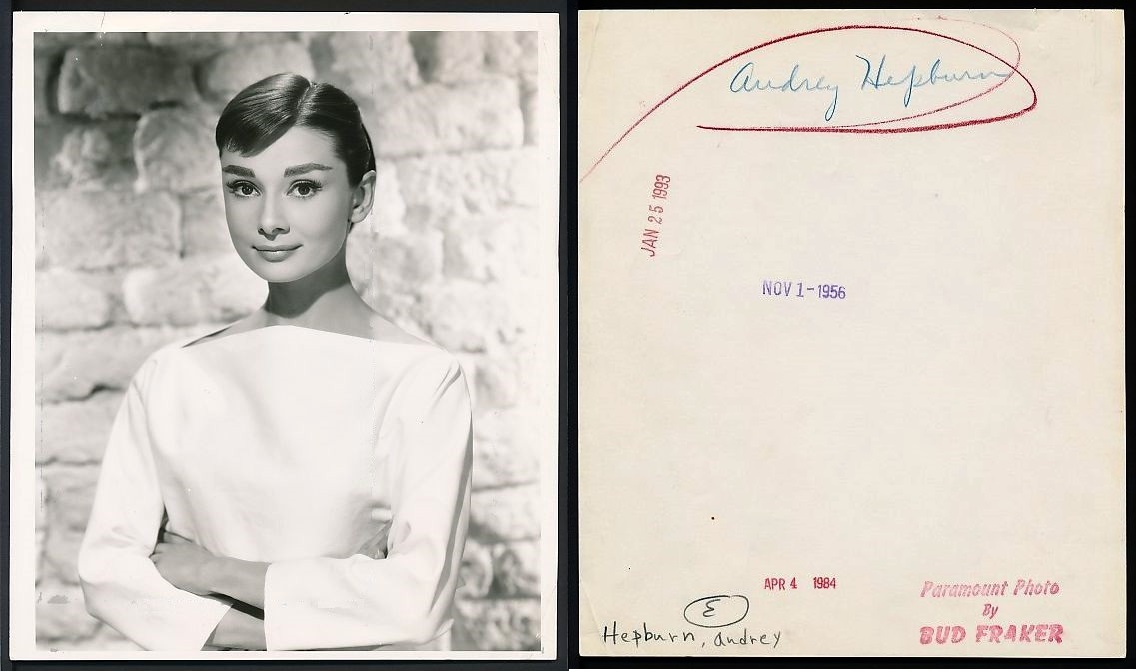
Audrey Hepburn, actriță britanică
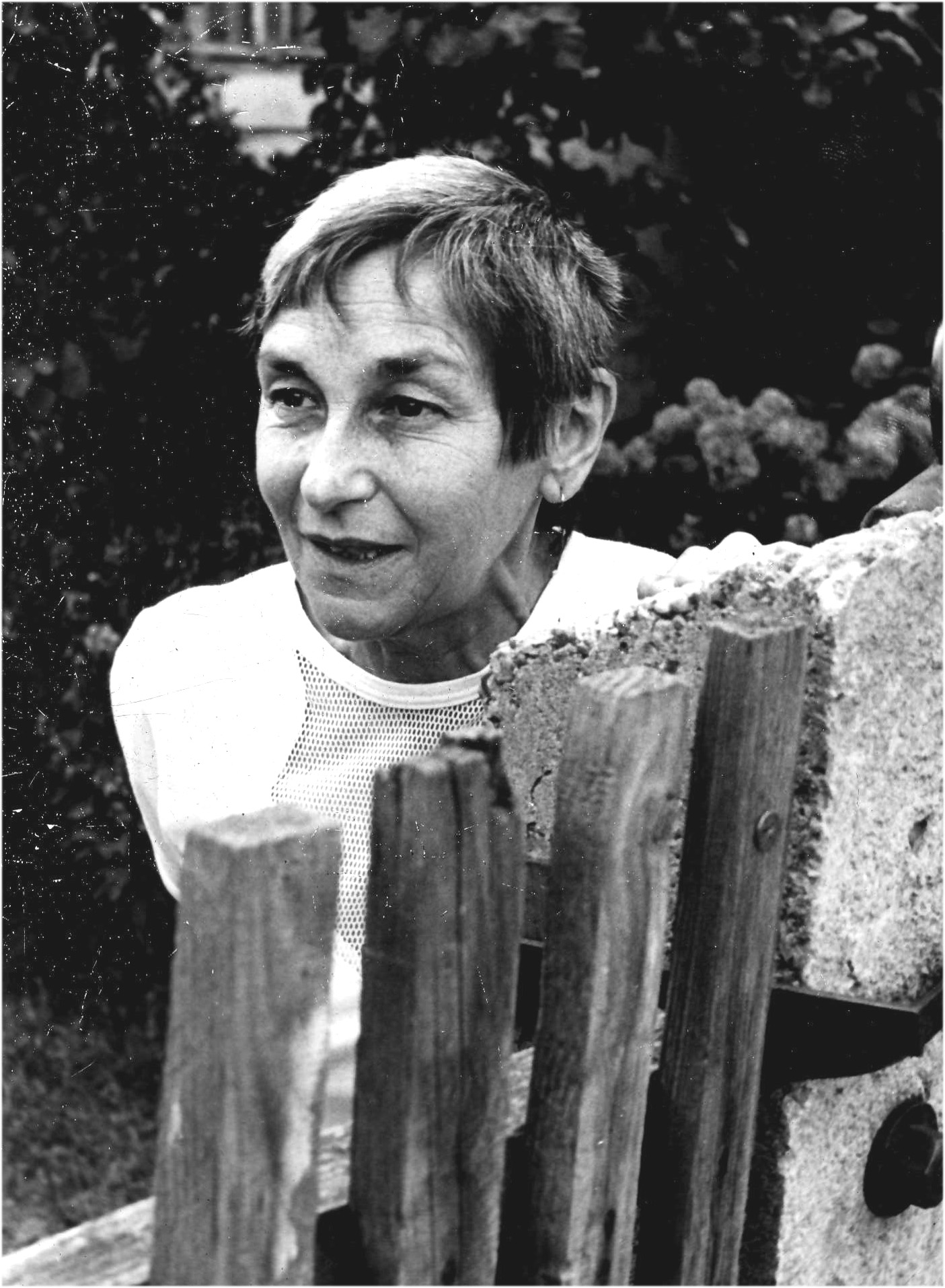
Doina Cornea, scriitoare română și disidentă anticomunistă

- 15 ianuarie: Martin Luther King (n. Michael King), militant pentru drepturile persoanelor de culoare din Statele Unite, laureat al Premiului Nobel (d. 1968)
- 31 ianuarie: Jean Simmons, actriță americană de film (d. 2010)

### Februarie
- 4 februarie: Constantin Piliuță, artist plastic român (d. 2003)
- 6 februarie: Pierre Brice, actor francez de film (d. 2015)
- 8 februarie: Claude Rich, actor francez de film (d. 2017)
- 10 februarie: Jerry Goldsmith, compozitor american de muzică de film de etnie evreiască (d. 2004)
- 11 februarie: Paul Barbăneagră, regizor de film, autor, cineast, eseist, jurnalist și scenarist francez de etnie română (d. 2009)
- 17 februarie: Alejandro Jodorowsky, actor și producător de film, franco-chilian
- 19 februarie: Jacques Deray, regizor de film francez (d. 2003)
- 23 februarie: Péter Ábel, scriitor, jurnalist, critic și istoric de cinema maghiar (d. 1992)
- 24 februarie: Marga Barbu (n. Margareta-Yvonne Butuc), actriță română de teatru și film (d. 2009)

### Martie
- 8 martie: Hebe Camargo, cântăreață și actriță braziliană (d. 2012)
- 10 martie: Lucreția Dumitrașcu Filioreanu, sculptoriță română
- 14 martie: Iurie Darie, actor român de film, scenă, teatru și televiziune (d. 2012)
- 22 martie: P. Ramlee, un celebru actor, cântăreț și regizor malaezian (d. 1973)
- 29 martie:  Lennart Georg Meri, scriitor, regizor și politician estonian (d. 2006)
- 31 martie: Arnold Hauser, scriitor român de etnie germană (d. 1988)

### Aprilie
- 1 aprilie: Milan Kundera, romancier și eseist francez de etnie cehă (d.2023)
- 5 aprilie: Hugo Claus, scriitor și regizor belgian (d. 2008)
- 8 aprilie: Jacques Brel (Jacques Romain Georges Brel), cantautor și actor belgian de film (d. 1978)
- 11 aprilie: Alexander Josef Ternovits, actor și scriitor român
- 18 aprilie: Ion Voinescu, fotbalist român (portar), (d. 2018)
- 29 aprilie: Yves Goldenberg, lingvist, filolog, arabist, de etnie egipteană (d. 1977)

### Mai

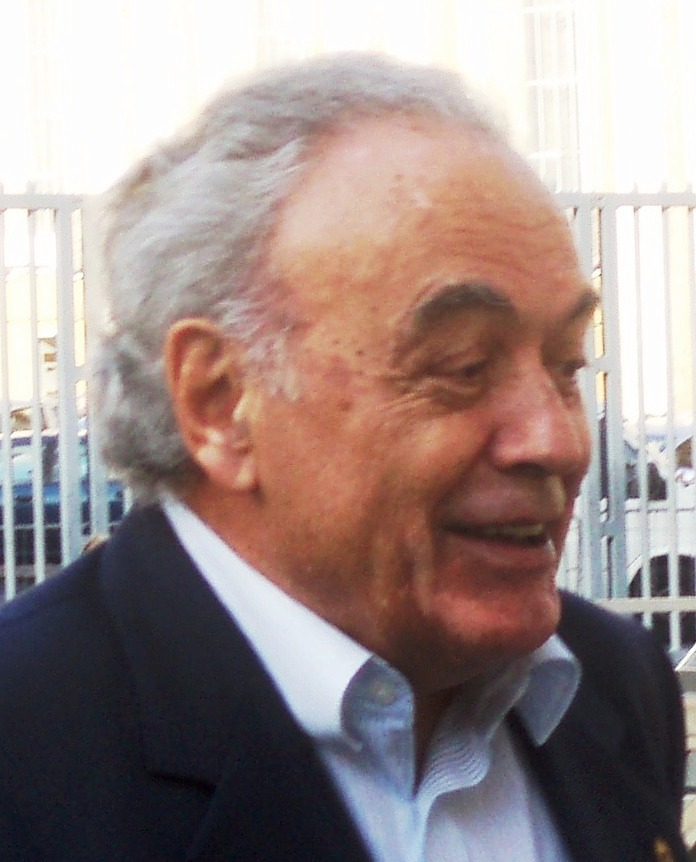
Werner Arber, microbiolog și genetician elvețian, laureat al Premiului Nobel
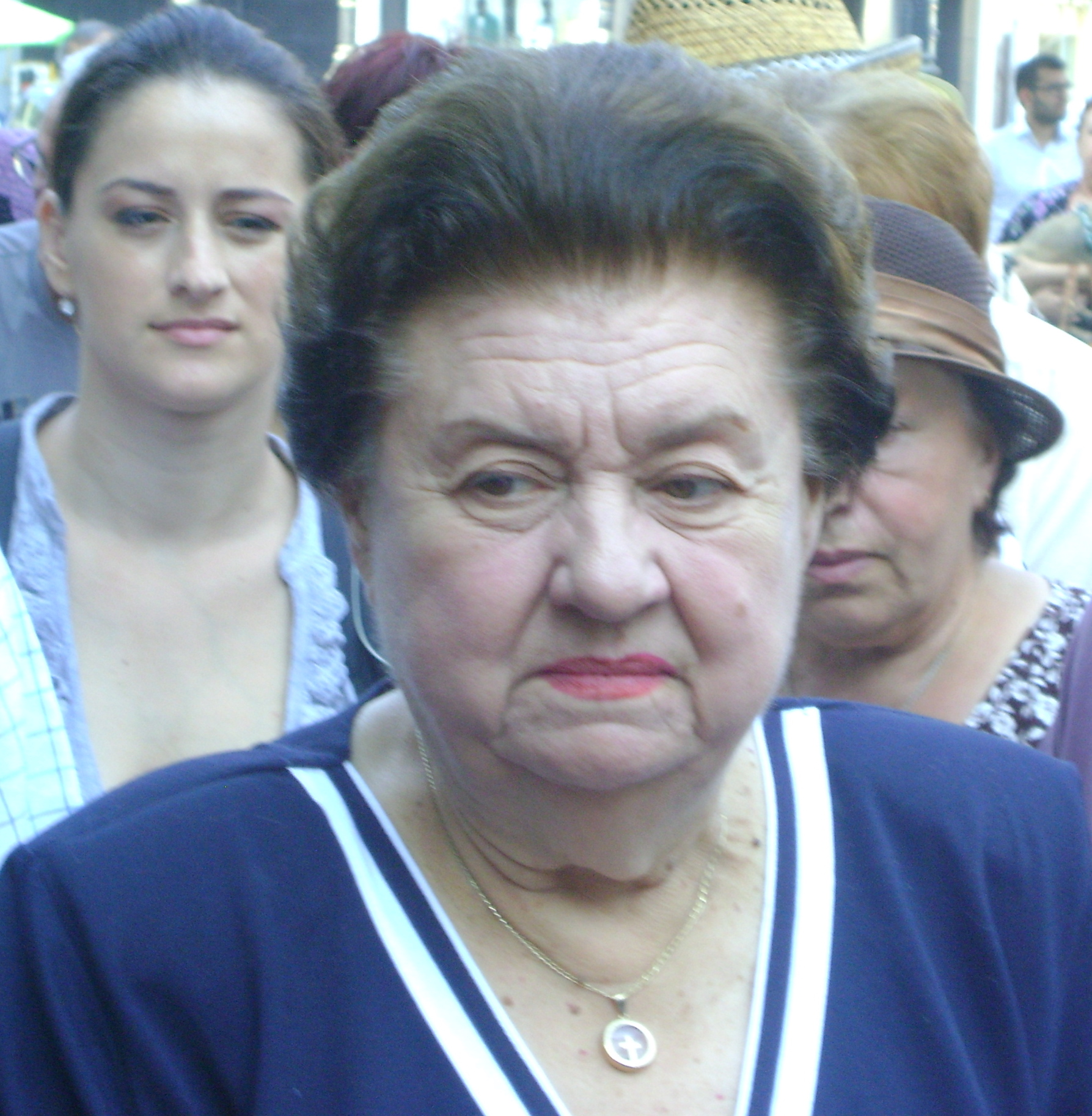
Tamara Buciuceanu-Botez, actriță română
Dinu Cocea, regizor și scenarist român
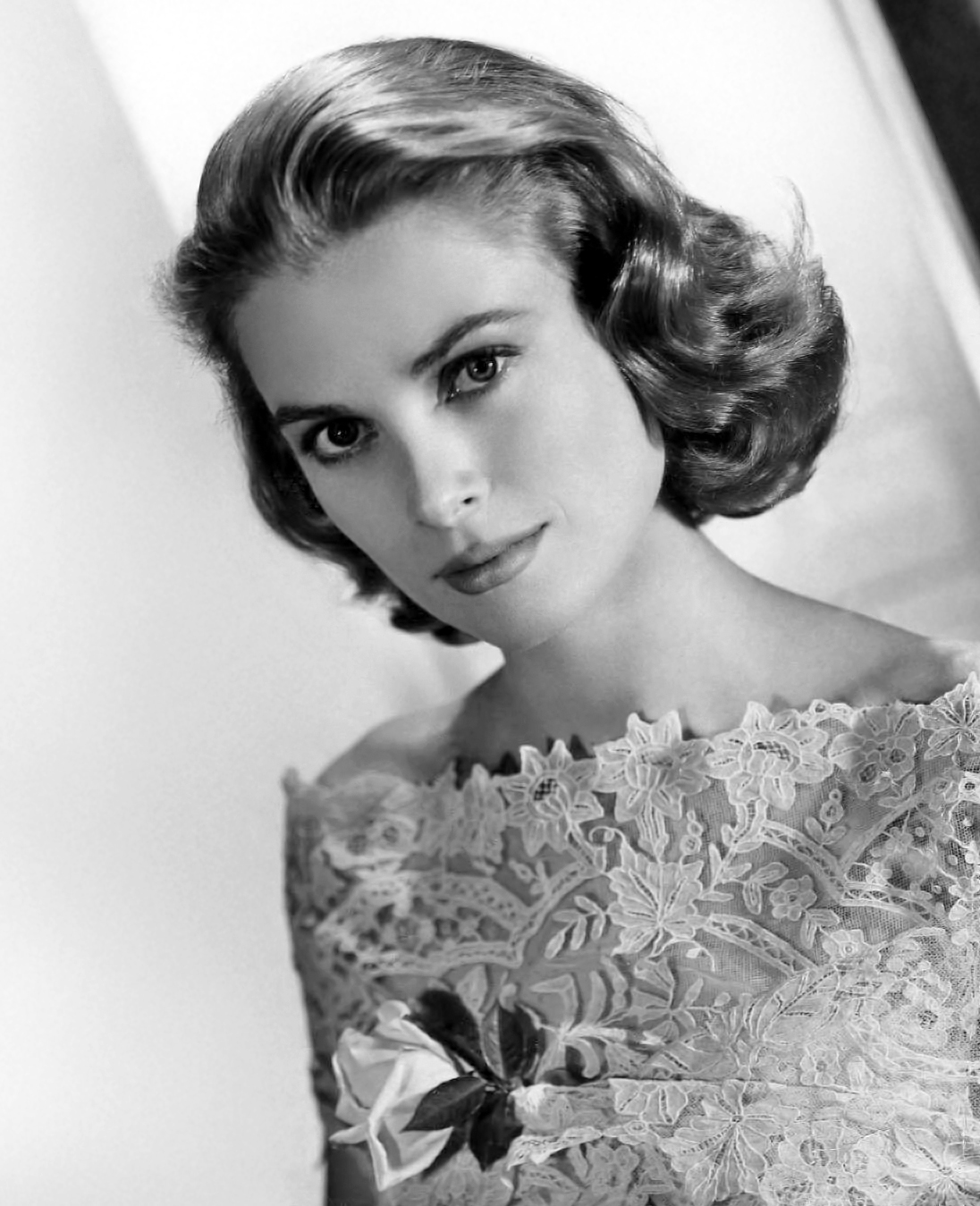
Grace Kelly, actriță americană, prințesă de Monaco

- 4 mai: Audrey Hepburn (n. Edda van Heemstra Hepburn-Ruston), actriță britanică de film (d. 1993)
- 30 mai: Doina Cornea, scriitoare română și disidentă anticomunistă (d. 2018)
- 30 mai: Horia Tecuceanu, scriitor român de romane polițiste (d. 1997)
- 30 mai: Ileana Constantinescu, interpretă de muzică populară (d. 2018)
- 31 mai: Andreas Meyer-Landrut, diplomat german, ambasadorul Germaniei de Vest în Uniunea Sovietică

### Iunie
- 3 iunie: Werner Arber, microbiolog și genetician elvețian, laureat al Premiului Nobel (1978)
- 10 iunie: Ștefania Stere, interpretă română de muzică populară din zona Dobrogei (d. 2011)
- 18 iunie: Jürgen Habermas, filosof german
- 23 iunie: Claude Goretta, regizor de film, producător de televiziune și scenarist elvețian (d. 2019).
- 28 iunie: Prințul Andrei de Iugoslavia, al treilea fiu al regelui Alexandru I al Iugoslaviei și al reginei Maria a Iugoslaviei (d. 1990)
- 29 iunie: Oriana Fallaci, scriitoare italiană (d. 2006)

### Iulie
- 1 iulie: Costache Olăreanu, scriitor român (d. 2000)
- 2 iulie: Imelda Marcos, soția președintelui statului Filipine, Ferdinand Marcos
- 27 iulie: Jack Higgins, scriitor englez de thriller (d. 2022)
- 28 iulie: Jacqueline Kennedy Onassis (n. Jacqueline Lee Bouvier), soția celui de-al 35-lea președinte al Statelor Unite, John F. Kennedy, ulterior soția lui Aristotel Onassis (d. 1994)

### August
- 10 august: Tamara Buciuceanu-Botez, actriță română de teatru și film (d. 2019)
- 11 august: Modest Morariu, scriitor român (d. 1988)
- 24 august: Yasser Arafat, politician palestinian, laureat al Premiului Nobel (d. 2004)

### Septembrie
- 9 septembrie: Ruth Pfau, călugăriță germană cu merite în combaterea leprei (d. 2017)
- 13 septembrie: Ecaterina Oproiu, publicistă română, realizatoare de filme documentare (d.2024)
- 14 septembrie: Hans Clarin, actor german (d. 2005)
- 17 septembrie: Stirling Moss, pilot englez de Formula 1 (d. 2020)
- 18 septembrie: Alla Horska, pictoriță, graficiană și artistă monumentală ucraineană (d. 1970)
- 21 septembrie: Sándor Kocsis, fotbalist și antrenor maghiar (d. 1979)
- 22 septembrie: Constantin Dinu Cocea, regizor și scenarist român (d. 2013)

### Octombrie
- 5 octombrie: Ion Dodu Bălan, autor român (d. 2018)
- 5 octombrie: Catinca Ralea, realizatoare de emisiuni radio și TV din România (d. 1981)
- 6 octombrie: Bruno Crémer (Bruno Jean Marie Crémer), actor francez de film, teatru și TV (d. 2010)
- 8 octombrie: Alexandru Andrițoiu, poet român (d. 1996)
- 11 octombrie: Olga Maria Tudorache, actriță română de film și teatru (d. 2017)
- 15 octombrie: Hubert Dreyfus, filosof american (d. 2017)
- 24 octombrie: George Crumb, compozitor american (d. 2022)

### Noiembrie
- 6 noiembrie: Christos Sartzetakis, politician grec, președinte al Greciei (1985-1990) (d. 2022)
- 12 noiembrie: Grace Patricia Kelly, actriță americană de film, prințesă de Monaco (d. 1982)
- 15 noiembrie: Eddie Asner, actor american de film, televiziune, teatru și actor de voce (d. 2021)

### Decembrie
- 7 decembrie: Nicolae Sabău, interpret român de muzică populară din zona Maramureș (d. 2020)
- 13 decembrie: Christopher Plummer, actor canadian de teatru și film (d. 2021)

## Decese

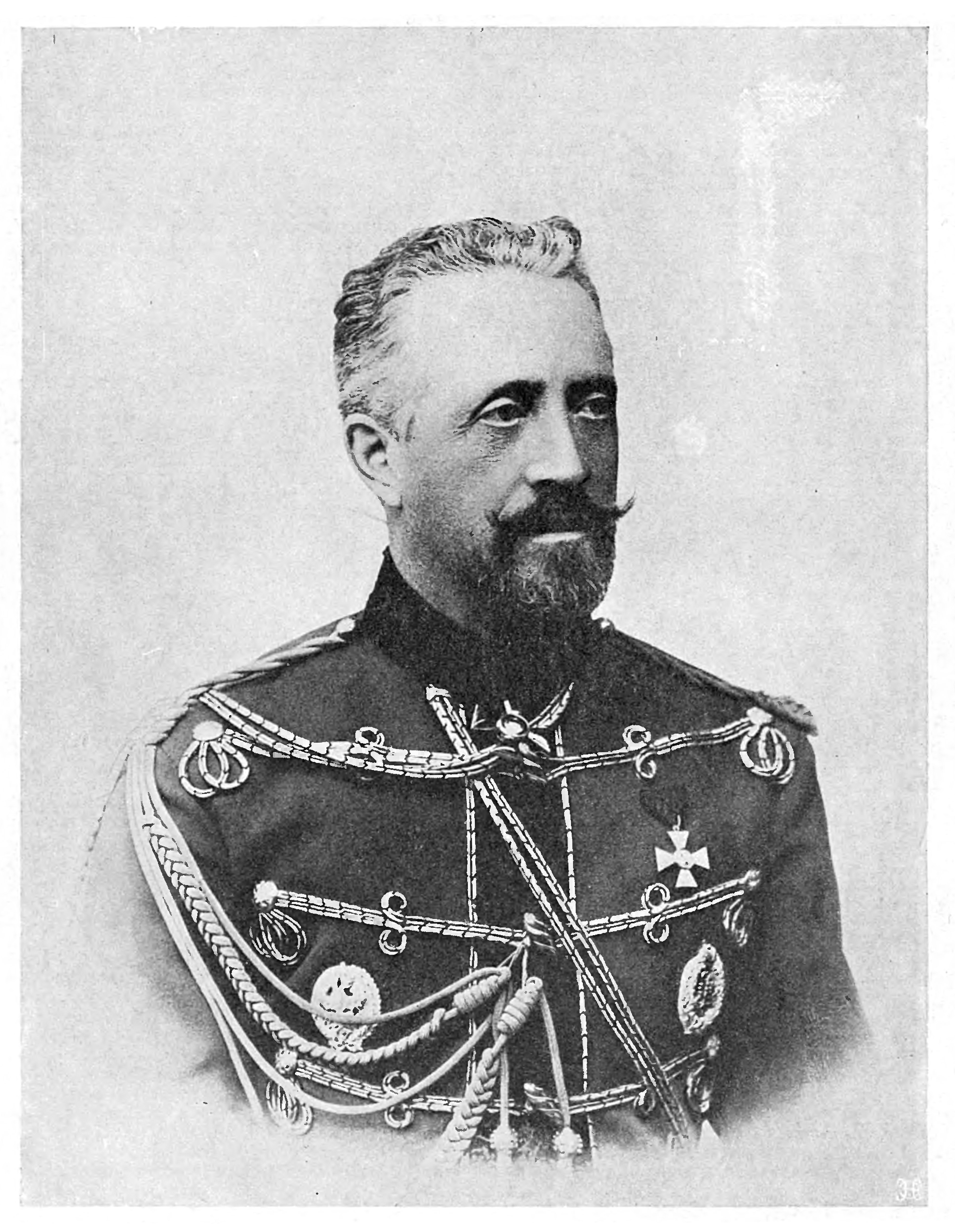
Nicolai Nicolaevici Romanov, Mare Duce al Rusiei

- 5 ianuarie: Nicolai Nicolaevici Romanov, 72 ani, Mare Duce al Rusiei (n. 1856)
- 13 ianuarie: Wyatt Earp (Wyatt Berry Stapp Earp), 80 ani, celebru om al Vestului și justițiar american (n. 1848)
- 6 februarie: Maria Cristina de Austria, 70 ani, a doua soție a regelui Alfonso al XII-lea al Spaniei (n. 1858)
- 11 februarie: Johann al II-lea, Principe de Liechtenstein (n. Johann Maria Franz Placidus), 88 ani (n. 1840)
- 12 februarie: Lillie Langtry, 75 ani, actriță britanică, metresă a regelui Eduard al VII-lea al Marii Britanii (n. 1853)
- 28 februarie: Clemens Peter von Pirquet, 55 ani, om de știință și medic austriac (n. 1874)
- 9 martie: Theodor Dimitrie Speranția, 72 ani, scriitor și folclorist român (n. 1856)
- 30 martie: Ion Gorun (n. Alexandru I. Hodoș), 65 ani, poet, prozator, traducător și gazetar român (n. 1863)
- 4 aprilie: Karl Benz (n. Karl Friedrich Michael Benz), 84 ani, constructor german de automobile (n. 1844)
- 26 aprilie: Marele Duce Mihail Mihailovici al Rusiei, 67 ani, văr al Țarului Alexandru al III-lea (n. 1861)
- 21 mai: Archibald Primrose, 82 ani, prim-ministru al Marii Britanii (1894-1895), (n. 1847)
- 15 iunie: Traian Lalescu, 46 ani, matematician român (n. 1882)
- 21 iunie: Ödön Tersztyánszky, 39 ani, sportiv maghiar (scrimă), (n. 1890)
- 12 iulie: Robert Henri, 64 ani, pictor și educator american (n. 1865)
- 15 iulie: Hugo von Hofmannsthal, 55 ani, dramaturg, libretist, poet, narator și eseist austriac (n. 1874)
- 29 iulie: Clara Maniu (n. Clara Coroianu), 87 ani, mama politicianului român Iuliu Maniu (n. 1842)
- 3 august: Thorstein Veblen, 72 ani, economist american de etnie norvegiană (n. 1857)
- 19 august: Ettore Ferrari, 84 ani, sculptor italian (n. 1845)
- 27 august: Herman Potočnik, 36 ani, inginer sloven, pionier al astronauticii (n. 1892)
- 19 octombrie: Alexandru Davila, 67 ani, dramaturg și om de teatru român, fiul doctorului Carol Davila (n. 1862)
- 22 octombrie: Lev Ivanovici Iașin, fotbalist rus (portar), (d. 1990)
- 6 noiembrie: Prințul Maximilian de Baden, 62 ani, nobil și politician german, cancelar al Germaniei (n. 1867)
- 13 noiembrie: Prințesa Victoria a Prusiei, 63 ani, fiică a împăratului Frederic al III-lea al Germaniei  (n. 1866)
- 17 noiembrie: Herman Hollerith,  69 ani, statistician american și inventator (n. 1860)
- 24 noiembrie: Georges Clemenceau, 88 ani, politician francez, prim-ministru (1906-1909 și 1917-1920), (n. 1841)
- 14 decembrie: Friedrich Grünanger, 73 ani, arhitect român, de etnie sas (n. 1856)
- 29 decembrie: Pauline Schullerus, etnologă, botanistă și scriitoare română, aparținând minorității sașilor transilvăneni (n. 1858)

## Premii Nobel
- Fizică: Louis de Broglie (Franța)
- Chimie: Arthur Harden (Regatul Unit), Hans von Euler-Chelpin (Germania)
- Medicină: Christiaan Eijkman (Olanda), Sir Frederick Hopkins (Regatul Unit)
- Literatură: Thomas Mann (Germania)
- Pace: Frank Billings Kellogg (SUA)